# Slovacchia ai Giochi della XXVIII Olimpiade
La Slovacchia partecipò ai Giochi della XXVIII Olimpiade, svoltisi ad Atene, Grecia, dal 13 al 29 agosto 2004, con una delegazione di 64 atleti impegnati in tredici discipline.